# Charles Vancouver Piper
Charles Vancouver Piper (16 de junio de 1867, Victoria, Columbia Británica - 11 de febrero de 1926, Washington D. C.) fue un botánico, y agrónomo estadounidense-canadiense.

## Biografía
Creció en Seattle, y estudió en la "Territorial University de Washington hasta 1892; había obtenido su Bachiller en Artes en 1885.
Se interesa mucho en la botánica y el alpinismo; asociándose a una sociedad científica de Seattle, la "Young Naturalists". A fines de 1892, se une a un novel establecimiento llamado "Washington Agricultural College & School of Science", hoy "Universidad del Estado de Washington". Allí pasa diez años y trabaja en particular con su colaborador, Rolla Kent Beattie (1875-1960), preparando una flora del Estado en 1906 con el título de Flora de Washington.
Comienza a trabajar para el Ministerio estadounidense de Agricultura en 1903.
Se interesa en la introducción de gramíneas como Sorghum vulgare Pers. var. sudanense Hitchc., para forraje de calidad. Así se especializa en los aspectos económicos de la botánica.
También gusta de la historia de los pioneros botánicos estadounidenses, y prepara biografías de Archibald Menzies (1754-1842) y de David Douglas (1799-1834).
Juega un gran rol en redescubrir las herbáceas de Meriwether Lewis (1774-1809). Sus trabajos taxonómicos fueron objeto de reproches pur su propensión a creer fácilmente de encontrar nuevas especies.

## Honores

### Eponimia
Género
- (Orchidaceae) Piperia Rydb.[1]

Especies
- (Asclepiadaceae) Gymnema piperii Schltr.[2]